# Казанский храм (Тверь)
Храм Казанской иконы Божией Матери — православный храм в Московском районе Твери, в посёлке Власьево. Памятник архитектуры федерального значения.
Построен в стиле барокко, храм типа восьмерик на четверике.

## История
Ещё в середине 17 века на этом месте стоял деревянный храм, освящённый во имя Николая Чудотворца. В 1680-х годах этот храм пришёл в запустение и стал разрушаться, а приход приписали к Яминскому монастырю (сейчас посёлок Эммаус). В течение 50 лет это церковное место пустовало, в связи с этим в 1732 году владельцы села Угрюмовы и Бобарыкины попросили благословения у Владыки Феофилакта построить на месте разрушившейся церкви новый деревянный храм в честь Казанской иконы Божией Матери.
Этот храм был построен, но через 50 лет его здание снова обветшало. В 1779 году помещица Н. Г. Псищева начала строить новый каменный храм, который сохранился до настоящего времени и имел два престола — Казанский и Николая Чудотворца. Главный алтарь был освящён в 1799 году, рядом с храмом располагалось кладбище.
В 1908 году при храме была открыта церковно-приходская школа.
В советское время храм был закрыт. Казанская церковь первым храмом Твери, открывшимся после советской власти. 20 июля 1989 года в храме совершилось первое богослужение. Настоятелем храма до 2012 года был Николай Васечко, под его руководством были проведены восстановительные работы.